# Noalejo
Noalejo è un comune spagnolo di 2 208 abitanti situato nella comunità autonoma dell'Andalusia.